# Franciscus Xaverius

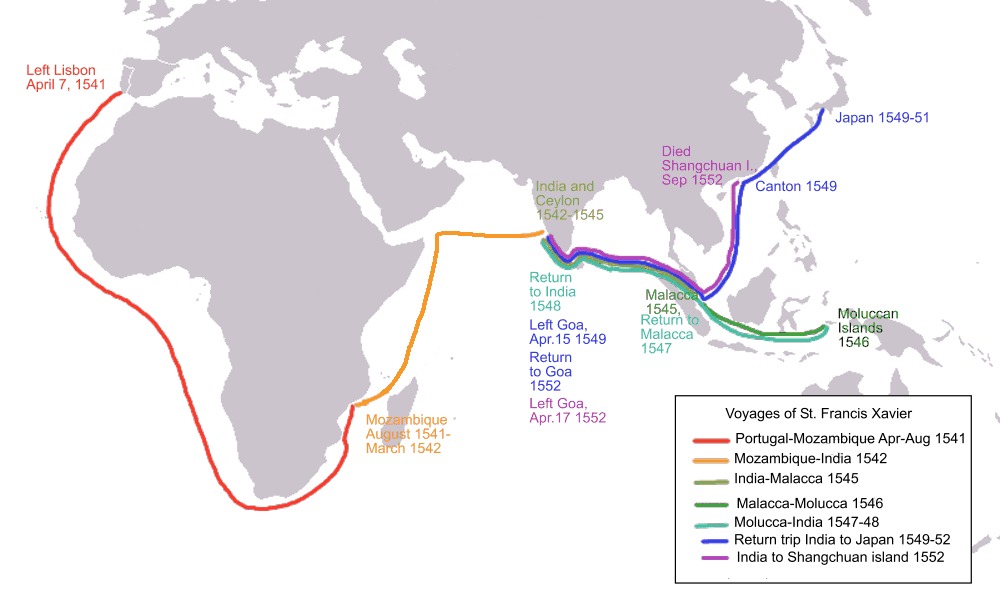
Reizen van Franciscus Xaverius

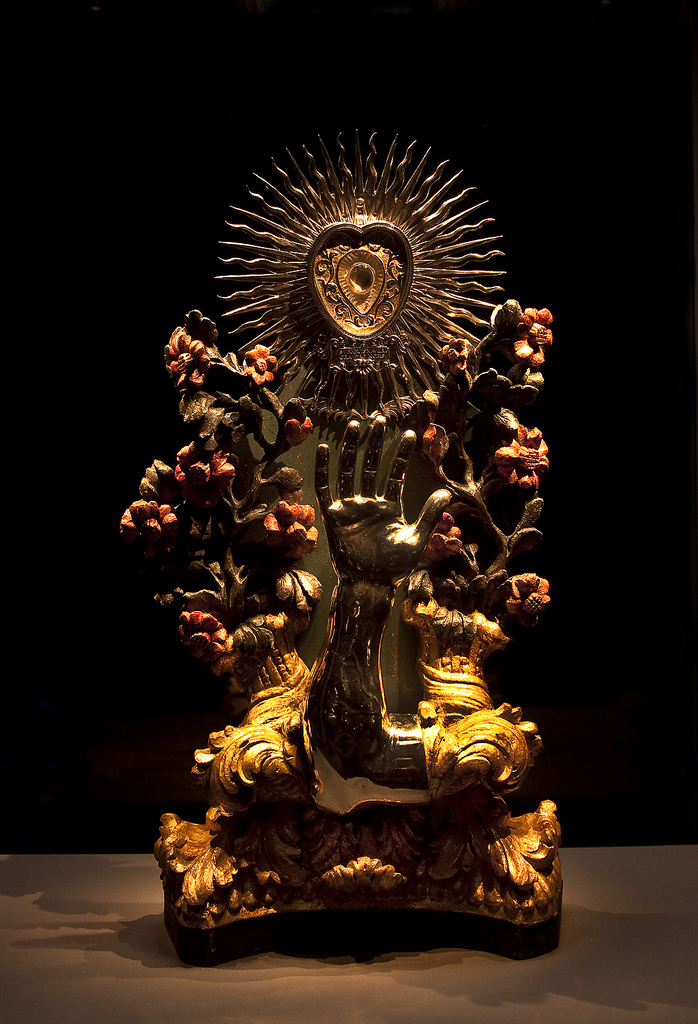
Armreliekhouder van Sint-Franciscus Xaverius

Franciscus Xaverius s.j. (Javier, 7 april 1506 – Shangchuan, 3 december 1552), voluit Francisco de Yasu de Azpilicueta y Xavier, was een Spaanse jezuïeten-missionaris uit Navarra (ooit het centrum van Oost-Baskisch Spanje), die een belangrijke rol speelde in de opbouw van de missie in Zuid- en Oost-Azië.
Xaverius werd geboren in het kasteel van Javier. Hij verliet Navarra en studeerde in Parijs filosofie en theologie aan het College van Navarra. In Parijs maakte hij kennis met Ignatius van Loyola. Op 15 augustus 1534 was hij een van de eerste zes die de gelofte deden waarop later de jezuïetenorde zou worden gebaseerd. In 1539-1540 speelde Xaverius een belangrijke rol in de bijeenkomsten die leidden tot de stichting van de Sociëteit van Jezus.

## Missie
Xaverius kreeg de opdracht van Ignatius, op verzoek van koning Johan III en paus Paulus III, om het geloof te verspreiden in Indië. In 1540 vertrok hij daartoe naar Lissabon, en in 1541 vertrok hij als pauselijk legaat met Martin Afonso de Sousa naar Goa, dat het bestuurlijk centrum was van de Portugese bezittingen in India en overig Azië, waar hij een jaar later aankwam. Enkele jaren deed hij daar kerk- en missiewerk in diverse delen van India en maakte naar verluidt meer dan 30.000 bekeerlingen.
In 1545 vertrok Xaverius verder oostwaarts naar de toenmalige Portugese koloniën: in 1545 naar Malakka en in 1546 reisde hij rond door de Molukken, waarbij hij de christelijke gemeenschappen bezocht en trachtte meer mensen te bekeren.
Terug in Malakka hoorde Xaverius over Japan, dat kort tevoren voor het eerst door Portugezen was bezocht. Hij vergezelde Yajiro, een Japanner, naar Goa, en besloot dat Japan zijn nieuwe werkterrein zou worden. In 1549 arriveerde hij met een aantal metgezellen in Kagoshima op het eiland Kyushu. Dat werd het begin van de missie van de jezuïeten in Japan.
Terug in Goa in 1552, vertrok hij meteen weer voor zijn volgende reis: China was zijn nieuwe doel. Hij kwam tot aan Shangchuan, een eiland nabij Guangzhou (in het Nederlands bekend als Kanton), waar hij drie maanden wachtte op een mogelijkheid naar het vasteland over te steken. Hier werd Xaverius ziek en overleed hij op 3 december van dat jaar. 
Xaverius was in eerste instantie begraven op een strand op het eiland Shangchuan. Zijn lichaam werd echter opgegraven in februari 1553, en tijdelijk begraven in de St. Pauluskerk in het Portugese Malacca op 22 maart 1553. In deze kerk is er nog altijd een open graf op de plaats waar Xaverius toen begraven werd. Op 11 december 1553 werd het lichaam van Xaverius naar Goa verscheept, waar het momenteel in de Basiliek van Bom Jesus verblijft. Op 2 december 1637 werd het lichaam hier namelijk in een glazen stolp geplaatst, die op zijn beurt in een zilveren kist werd gezet. Deze kist, die tussen 1636 en 1637 door zilversmeden op Goa vervaardigd werd, is een uitzonderlijke mengeling van Italiaanse en Indische esthetiek. Op de vier zijden van de kist zijn er 32 zilveren platen vervat die verschillende momenten in het leven van Xaverius uitbeelden.
Sinds het midden van de 19e eeuw worden er bijna elke tien jaar zogenaamde 'Exposities' gehouden, wanneer het lichaam van Xaverius naar de kathedraal wordt gebracht en aan het publiek wordt getoond. De zeventiende Expositie werd gehouden in 2014. Ongeveer drie miljoen pelgrims kwamen naar deze exposities te Goa.
Na zijn heiligverklaring in 1622 werd de rechter onderarm van zijn gebeente als relikwie overgebracht naar Rome. Deze wordt bewaard in een urn op het altaar van de aan hem gewijde kapel in de Chiesa del Gesù.
- Bibsys: 98001355
- Biblioteca Nacional de Chile: 000157725
- Biblioteca Nacional de España: XX1137136
- Bibliothèque nationale de France: cb12096006t (data)
- Biografisch Portaal: 95483302
- Catàleg d'autoritats de noms i títols de Catalunya: 981058523440006706
- CiNii: DA00683559
- Gemeinsame Normdatei: 118535021
- International Standard Name Identifier: 0000 0001 2101 3028
- Library of Congress Control Number: n50072225
- Nationale Bibliotheek van Letland: 000203174
- Bibliotheek van het Japanse parlement: 00439991
- Nationale Bibliotheek van Tsjechië: xx0005803
- Nationale bibliotheek van Australië: 53004809
- Nationale Bibliotheek van Israël: 987007261389705171
- Nationale Bibliotheek van Polen: a0000001179596
- Nationale en Universitaire bibliotheek Zagreb: 000029162
- Nederlandse Thesaurus van Auteursnamen: 071144528
- Réseau des bibliothèques de Suisse occidentale: 02-A000065808
- RKD-Nederlands Instituut voor Kunstgeschiedenis: 271374
- Istituto Centrale per il Catalogo Unico: VIAV088703
- LIBRIS: 366187
- SNAC: w6jm3m85
- Système universitaire de documentation: 029305837
- Trove: 1533207
- Virtual International Authority File: 51717999
- WorldCat: E39PBJx4t6hwFp3B3hyyxVdbBP